# My Thoughts Are Silent
Pour plus de détails, voir Fiche technique et Distribution.
My Thoughts Are Silent (Мої думки тихі, Moi dumky tykhi, litt. Mes pensées sont silencieuses) est une comédie dramatique ukrainienne du réalisateur Antonio Lukich. Le film a été projeté pour la première fois le 4 juillet 2019, dans la section Est de l'Ouest au 54e Festival international du film de Karlovy Vary, où il a remporté le prix spécial du jury.

## Synopsis
Le film examine l'éternel problème des parents et des enfants. Le protagoniste travaille comme ingénieur du son et musicien, rencontre beaucoup de problèmes et connaît de nombreux revers. La même crise l'attend dans sa vie personnelle. Une société canadienne l'invite à enregistrer les sons d'animaux ukrainiens en Transcarpatie. Il remplit sa mission avec enthousiasme et créativité, mais sa mère l'accompagne et le dérange et le distrait constamment. S'il parvient à enregistrer la voix d'un rare canard colvert de Rakhiv, il pourra peut-être quitter «l'Ukraine mal à l'aise» et voyager vers un «Canada attrayant». 

## Distribution
- Andriy Lidagovskiy : Vadim Rott, ingénieur du son
- Irma Vitovska : Halyna Rott
- Iryna Verenych-Ostrovska : La mère de Vadim, chauffeur de taxi à Uzhgorod
- Sergiy Volosovets : Yosyp
- Oleksiy Donchenko : Vuyko Antuan
- Istan Rozumny : Petro

## Production
En juin 2017, le film était l'un des lauréats du 10e Concours Derzhkino,. Le film a reçu un financement public de 8,9 millions d'UAH sur une estimation totale de 9,2 millions d'UAH. Le tournage a commencé en Ukraine en mars 2018. Le tournage a eu lieu à Kiev, dans les montagnes des Carpates et dans l’Oblast de Transcarpatie.

## Sortie

### Sortie en festival
Le film a été projeté pour la première fois le 4 juillet 2019 dans la section Est de l'Ouest du 54e Festival international du film de Karlovy Vary. Là, le film a reçu un prix spécial du jury. En Ukraine, la première du film a eu lieu lors du Festival international du film d'Odessa, où le travail d'Antonio Lukich a reçu le prix du public, le prix FIPRESCI du meilleur film ukrainien, le prix du meilleur acteur (Irma VItovska-Vantsa).
En 2020 le film reçoit le prix du jury des jeunes du Vevey International Funny Film Festival en Suisse.

### Sortie du film
La location du film en Ukraine a eu lieu le 16 janvier 2020. Le distributeur a fait une réédition de la bande le 5 mars 2020 en Ukraine à l'occasion de la Journée internationale des femmes.

### Box-office
Le film est sorti en Ukraine dans 91 cinémas et pour la première semaine du 16 janvier au 22 janvier 2020, la comédie a été regardée par 29000 téléspectateurs et les recettes se sont élevés à près de 2,8 millions d'UAH. Au cours de la deuxième semaine, la sortie du film a été réduite à 74 cinémas et à la fin de la deuxième semaine, le nombre total de vues de films était de 52,3 mille téléspectateurs, et le box-office total était de 5,0 millions d'UAH. Finalement le film a rapporté plus de 9,4 millions de ₴ au box-office en Ukraine.